# Bakewell (Royaume-Uni)
Pour les articles homonymes, voir Bakewell.
 (décembre 2016).
Bakewell est une petite ville de marché des Derbyshire Dales dans le Derbyshire, en Angleterre. Elle tire son nom de Beadeca's Well (la source de Beadeca).

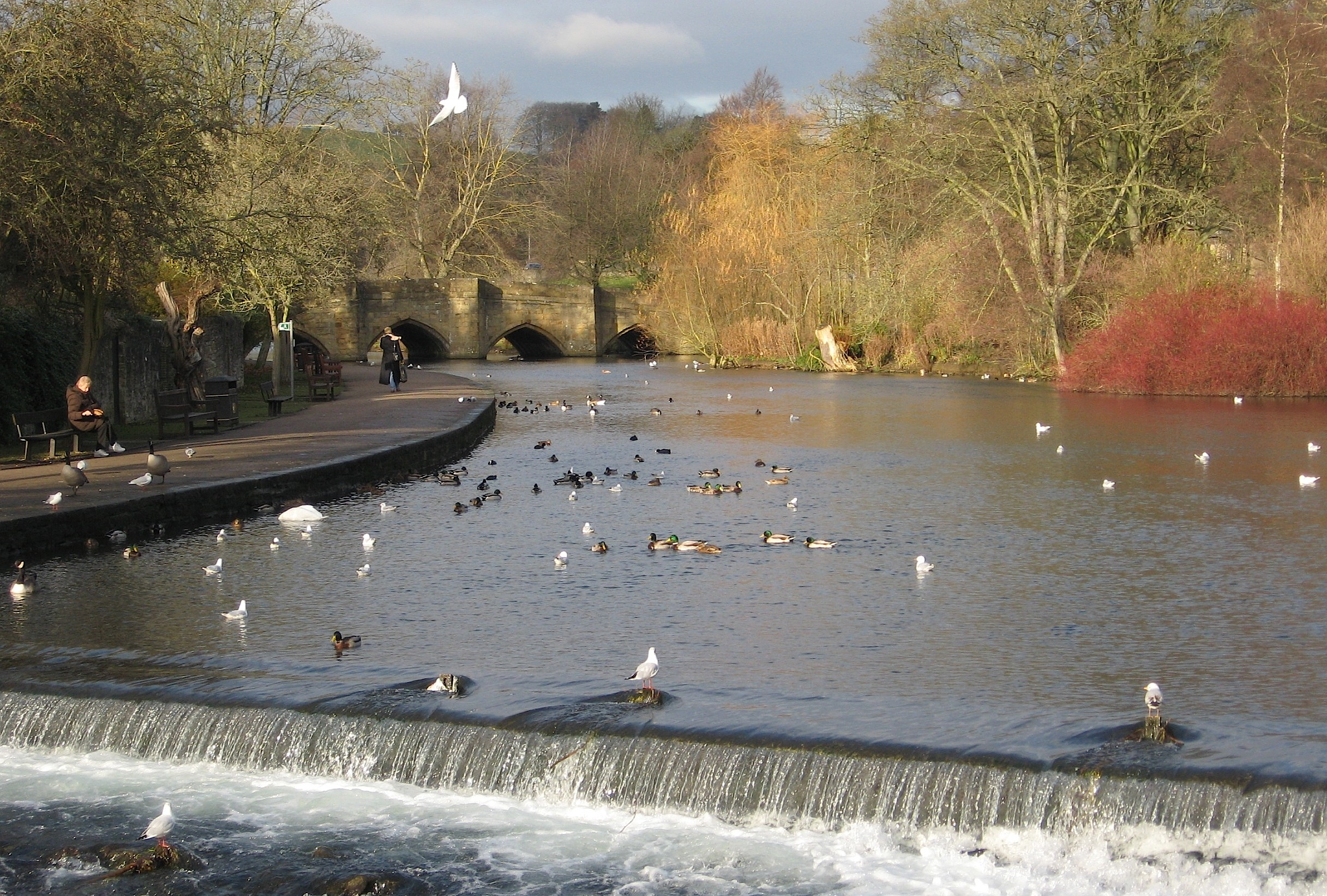
Une vue du pont à cinq arches du XIIIe siècle, depuis le River Wye park.

Cette bourgade est la seule localité à être incluse dans le parc national de Peak District. Elle est réputée pour une pâtisserie locale, le Bakewell Pudding (que l'on confond souvent avec la Bakewell tart).
BakeweIl est situé sur la rivière Wye, environ treize miles (21 km) au sud-ouest de Sheffield, 31 miles au sud-est de Manchester, et 30 miles au nord de Derby, l'ancien chef-lieu du Comté de Derbyshire. Les villes voisines sont Chesterfield à l'est et Buxton à l'ouest-nord-ouest.
Au recensement de population de 2001, la paroisse civile de Bakewell comptait 3 979 habitants. La ville se trouve à proximité des sites touristiques de Chatsworth House et Haddon Hall.

## Géographie
Les localités voisines de Bakewell sont : Ashford-in-the-Water, Elton, Great Longstone, Monyash, Over Haddon, Sheldon, Rowsley, Pilsley, Youlgreave, Baslow et Matlock.

## Curiosités
- Old House Museum
- All Saints' Church (en)
- Pont de Bakewell
- Holme Bridge (en)
- Weir Bridge (en)
- Lumford Mill
- Bagshaw Hall (en)
- Bakewell War Memorial (en)

## Personnalités liées à la ville
- Ivor Grattan-Guinness (1941-2014), historien des mathématiques et de la logique, y est né.
- Annie Last (1990-), coureuse cycliste, spécialiste du VTT cross-country et du cyclo-cross, y est née.
- White Watson (1760-1835), pionnier de la géologie, sculpteur, tailleur de pierre, marbrier et marchand de minéraux, y est mort.
- Lew Wyld (1905-1974), coureur cycliste, y est né.